# Драгоево
 За едноименното село в Република Македония вижте Драгоево (Община Щип).  
Драгоево е село в Североизточна България. То се намира в община Велики Преслав, област Шумен.

## География
Селото е разположено на 7 км от старопрестолния град Велики Преслав в подножието на Драгоевската планина и на 18 км от град Смядово. В близост до селото са селата Златар, Мокреш и Миланово.

## История

### Древност
Теренно археологическо издирване, осъществено от Юрий Йоргов разкрива две селищни могили в землището на село Драгоево. Първата селищна могила, наречена Ялъмова, е населявана през халколита и е с диаметър 100 м и височина 4,5 м. Тя е разположена на 1,3 км югоизточно от селото, в местност Стария кладенец, на брега на река Каленик. На 50 м източно от нея се намира селище от същия период с площ 2 дка. Втората селищна могила, наричана Помпената станция, е с диаметър 80 м и височина около 2 м, разположена в местност Великов чеир, на 3,3 км северно от селото, на брега на приток на река Голяма Камчия, срещу разклона за село Мокреш

### Античност
В землището на Драгоево са открити находки от античния период, съдържащи тракийско въоръжение – връх на копие, датирано IV–III в пр. Хр.

### Османски период
Според легендата селото е основано от дядо Драгой и неговите синове. Историята му се свързва с хайдутите, които обирали турската хазна, минавала по онези времена по най-прекия път през Балкана. Спасявайки хазната, дядо Драгой получил „огромни правомощия“ като награда за лоялността към султана.
През 1697 година унгарският пътешественик Янош Комароми отбелязва, че българското село Драгойкьой е разположено в полите на планината Новак и е прочуто с виното си. Селото е отбелязано и в пътеписите на капитан Шад (1740), Жан-Клод Флаша (средата на XVIII век), Руджер Йосип Бошкович (1762), Карстен Нибур (1767), граф д'Отрив (1785), полковник Лен (1793), поручик Веригин (1827), майор Кепъл (1829) и други.
През 1814 г. за селото свидетелства посетилия го офицер от военноинженерните войски на Френската империя капитан-инженер Франсоа-Даниел Томасен Той съобщава името му като Драгой и го определя като голямо село, разположено в подножието на висока планина и в началото на красива долина, чиито води образуват един от притоците на рекичката, вливаща се във Варненския залив. Според френският източник в началото на XIX век околностите на селото са плодородни и добре обработени, но през последната война между турци и руси Драгоево е крайният предел на проникването на руската армия.
По време на следващата Руско-турска война от 1828 – 1829 година селото е опожарено.
При избухването на Балканската война в 1912 година 2 души от селото са доброволци в Македоно-одринското опълчение.

## Население
Численост на населението според преброяванията през годините:
| \| Година на преброяване \| Численост \| \| --------------------- \| --------- \| \| 1934 \| 2733 \| \| 1946 \| 2744 \| \| 1956 \| 2539 \| \| 1965 \| 2310 \| \| 1975 \| 1942 \| \| 1985 \| 1669 \| \| 1992 \| 1455 \| \| 2001 \| 1229 \| \| 2011 \| 860 \| \| 2021 \| 728 \| |           |
| Година на преброяване | Численост |
| 1934 | 2733      |
| 1946 | 2744      |
| 1956 | 2539      |
| 1965 | 2310      |
| 1975 | 1942      |
| 1985 | 1669      |
| 1992 | 1455      |
| 2001 | 1229      |
| 2011 | 860       |
| 2021 | 728       |

### Етнически състав

#### Преброяване на населението през 2011 г.
Численост и дял на етническите групи според преброяването на населението през 2011 г.:
|                     | Численост | Дял (в %) |
| Общо                | 860       | 100,00    |
| Българи             | 789       | 91,74     |
| Турци               | 4         | 0,46      |
| Цигани              | 5         | 0,58      |
| Други               | 6         | 0,69      |
| Не се самоопределят | 5         | 0,58      |
| Неотговорили        | 61        | 7,09      |

## Религии
Населението е православно. Едно от малкото населени места в района, където не се изповядва друга религия и няма други етноси, освен българския.

## Културни и природни забележителности
Селото има: Основно училище „Свети свети Кирил и Методий“; Целодневна детска градина „Славейче“; Народно читалище „Васил Друмев“; Фолклорен състав „Дядо Драгой“, получил множество награди в страната и чужбина, а също така театрален самодеен състав „Георги Лунгов“ В Драгоево има възрожденска църква „Св. Параскева“ (Петка), построена през 1871 година, а над селото се намира язовир „Пануца“, до който са развалините от старобългарски манастир.

## Жители и инфраструктура
В селото живеят много млади хора, които имат възможността да се радват на доста развлечения: няколко заведения, нощен клуб, хранителни магазини и др. Няколко варненски семейства имат къщи тук. Разположено е на главен път и през него всекидневно минават доста хора по една или друга причина. Това също допринася за развитието на село Драгоево.
В Драгоево има завод за пластмасови изделия „Санитапласт“, кариера „Драгоево“, винарна „Слънчев замък“.
В селото живее и работи художника Петър Димов. Завършва Университета по изкуствата в Москва. Работи живопис, рисунка, графика, малка пластика и керамика. Редица художествени галерии и частни колекции в Германия, Норвегия, Дания, Франция, Япония, САЩ притежават негови творби. Участва в много национални и международни изложби, наред със самостоятелните.

## Редовни събития
Традиционен събор, който се празнува през последната неделя на месец октомври.

## Личности
- Бойчо Иванов (р. 1905), български партизанин и политик от БКП
- Иван Иванов (р. 1965), народен представител в XLIV народно събрание